# فترة التشغيل
Uptime هو مقياس لموثوقية النظام، يتم التعبير عنه كنسبة مئوية من الوقت الذي يعمل فيه الجهاز ، عادةً ما يكون جهاز كمبيوتر ، ومتاحًا. الجهوزية هو عكس فترة التعطيل .

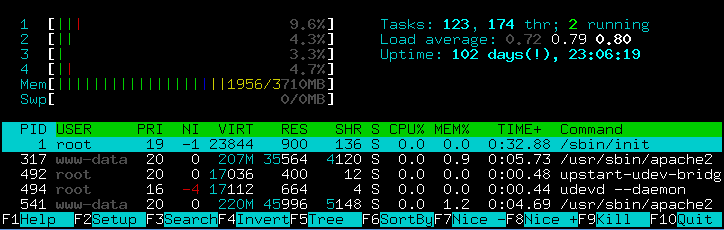
يضيف Htop علامة تعجب عندما تكون مدة التشغيل أكبر من 100 يوم

### مايكروسوفت ويندوز
باستخدام systeminfo
يمكن لمستخدمي أنظمة إصدارات ويندوز إكس بي وويندوز سيرفر 2003 وويندوز فيستا كتابة systeminfo في موجه الأوامر لعرض جميع معلومات النظام، بما في ذلك System Up Time . 
```
C:\>
systeminfo 
|
 findstr 
"Time:"

System Up Time: 0 Days, 8 Hours, 7 Minutes, 19 Seconds

```

### لينكس
مكن لمستخدمي أنظمة لينكس استخدام الأداة المساعدة BSD uptime ، والتي تعرض أيضًا متوسطات تحميل النظام للفواصل الزمنية 1 و 5 و 15 دقيقة الماضية: 
```
$ 
uptime

  18:17:07 up 68 days,  3:57,  6 users,  load average: 0.16, 0.07, 0.06

```